# 432 Park Avenue
432 Park Avenue – wieżowiec znajdujący się na Manhattanie w Nowym Jorku.

## Opis

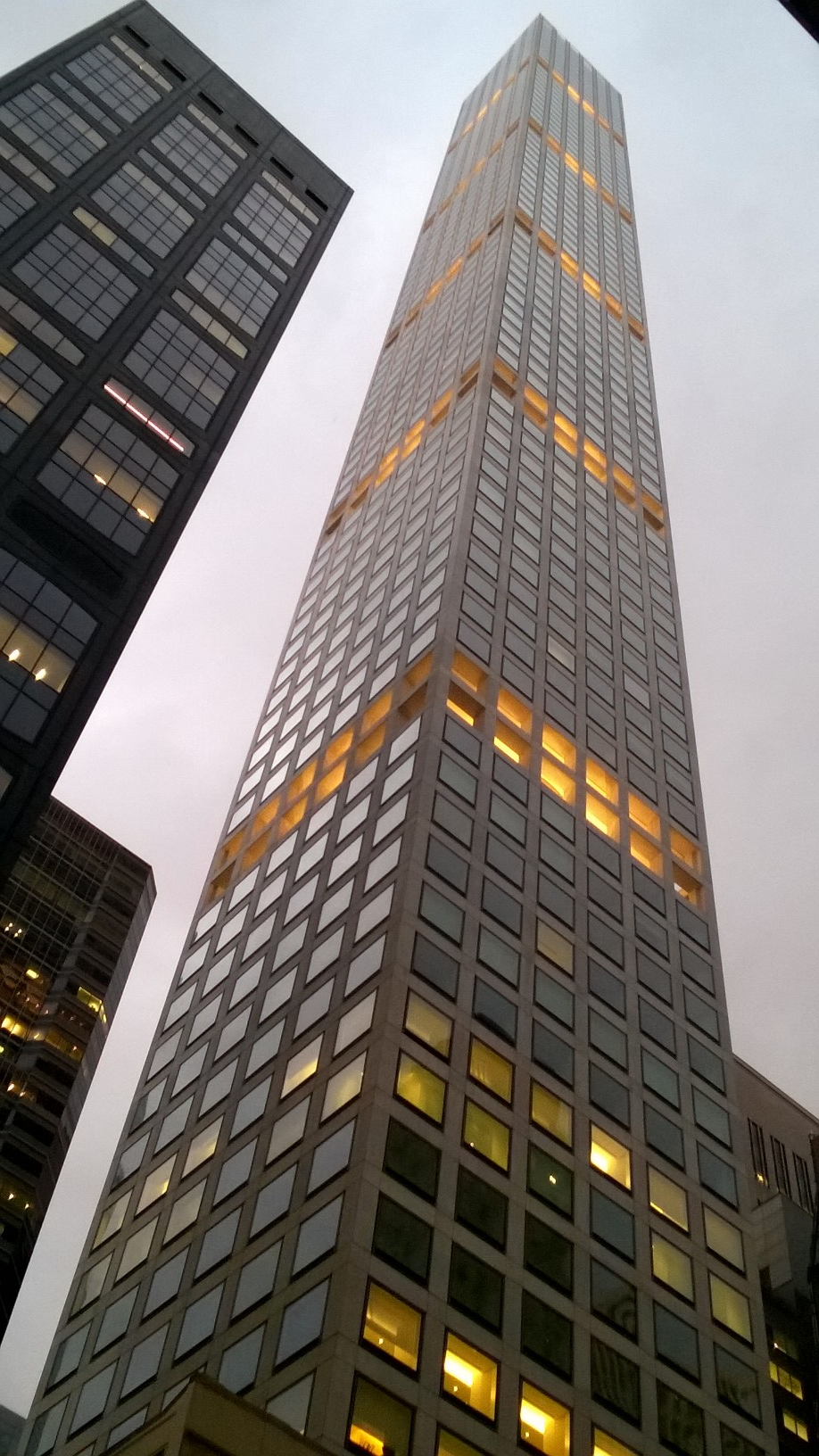
Budynek widziany od dołu.

Wieżowiec ma 96 pięter oraz 426 metrów wysokości do dachu. Budynek został zbudowany bez iglicy. W 2011 roku budowa budynku została rozpoczęta, zaś w 2015 roku prace budowlane zostały zakończone. W budynku znajdują się 104 apartamenty mieszkalne. Kilka pięter w budynku pozostało otwartych, aby wzmocnić stabilność wieżowca i zredukować opór stawiany wiejącym wiatrom.

## Eksploatacja
Mieszkańcy budynku skarżą się na liczne problemy wynikające z wad instalacji lub konstrukcji  budynku, takie jak awarie windy, zalewanie mieszkań wodą, przerwy w dostawie prądu, czy odczuwalne ruchy budynku na wietrze i wynikający z tego hałas. Dodatkowo mimo utrudnionej eksploatacji czynsz uległ podwyższeniu.